# Вторжение в Южное Касаи
Вторжение в Южное Касаи (23 августа — 23 сентября 1960 года) — вооружённый конфликт в ходе Конголезского кризиса между силами Республики Конго (Леопольдвиль) и сепаратистским государством Южное Касаи. Был вызван попыткой отделения Касаи от Конго.
Конго стало независимым в июне 1960 года, а в следующем месяце одна из его провинций, Катанга, отделилась от страны. Когда в Конго разразился кризис, представители этнической группы балуба стали жертвами жестоких нападений. В начале августа политик-балуба Альбер Калонджи объявил об отделении Южного Касаи, региона к северу от Катанги, с целью создания государства, в котором доминируют балуба. Центральное правительство Конго во главе с премьер-министром Патрисом Лумумбой решило подавить оба отделения силой. Поскольку Южный Касаи контролировал железнодорожные узлы, критически важные для нападения на Катангу, конголезские силы решили сначала атаковать именно его. Лумумба приказал начать наступление, хотя вопрос о том, кто его планировал и возглавил, остаётся спорным. 23 августа войска Конголезской национальной армии начали наступление на Южное Касаи. На следующий день они перешли через границу, столкнувшись с минимальным сопротивлением со стороны плохо вооруженной армии и полиции сепаратистов, которые быстро отступили, и местного ополчения балуба. Калонджи бежал в Катангу, а 26 августа конголезские войска захватили Баквангу, столицу Южного Касаи. Затем федеральные войска вступили в конфликт с местным мирным населением, преимущественно балуба. Обе стороны конфликта совершали зверства, при этом конголезская армия совершила несколько массовых убийств, в результате которых погибло около 3000 мирных жителей. В Катанге Калонджи организовал новую армию, чтобы отвоевать Южный Касаи. Их контрнаступление было остановлено конголезцами, хотя касайские войска и катангские силы успешно предотвратили вторжение в Катангу.
Резня в Бакванге вызвала международное осуждение, и генеральный секретарь Организации Объединённых Наций Даг Хаммаршёльд заявил, что они равносильны «случаю зарождающегося геноцида». 5 сентября президент Конго Жозеф Касавубу заявил, что Лумумба «вверг нацию в братоубийственную войну», и снял его с поста премьер-министра. Возник политический тупик, в результате которого глава администрации конголезской армии Жозеф-Дезире Мобуту совершил бескровный военный переворот и установил контроль над центральным правительством. 18 сентября Мобуту согласился с требованием официальных лиц ООН прекратить боевые действия, и шесть дней спустя конголезские войска покинули Южное Касаи. Территория оставалась в отделении до 1962 года, когда Калонджи был свергнут и конголезцы вновь оккупировали её. С тех пор не было представлено никаких доказательств того, что массовые убийства в Бакванге соответствовали юридическому определению геноцида, однако наступление нанесло серьёзный урон репутации Лумумбы в регионе.

## Предыстория

### Колонизация Конго и стремление к независимости
Колониальное господство в Конго установилось в конце XIX века. Король Бельгии Леопольд II, разочарованный отсутствием у страны международного влияния и престижа, попытался убедить бельгийское правительство поддержать колониальную экспансию в мало изученном тогда бассейне реки Конго. Его апатичность в отношении этой идеи заставила монарха в конечном счёте создать колонию за свой счёт. При поддержке ряда западных стран, которые рассматривали Бельгию в качестве «полезного буфера» между соперничающими колониальными державами, Леопольд в 1885 году получил международное признание колонии, получившей названием Свободное государство Конго. Однако в начале века произвол должностных лиц в отношении коренных жителей привел к интенсивному дипломатическому давлению на Бельгию, в результате чего в 1908 году было образовано Бельгийское Конго.
Африканское националистическое движение развивалось в Бельгийском Конго с 1950-х годов, в первую очередь среди Évolué (дословно — «Развитый»). Движение было представлено несколькими партиями и группами, которые были разделены по этническому и географическому признаку и зачастую противопоставлялись друг другу. Но при этом крупнейшее националистическое движение — Национальное движение Конго (фр. Mouvement national Congolais, MNC) — было единой организацией, нацеленной на постепенное достижение независимости страны. Среди учредителей Союза были Патрис Лумумба, Сирил Адула и Жозеф Илео, которых другие политики обвиняли в излишней умеренности. Вскоре Лумумба стал ведущей фигурой в MNC, и к концу 1959 года в состав движения уже входило 58 тысяч членов. Основным его конкурентом был Альянс Баконго или «АБАКО» (фр. Alliance des Bakongo, ABAKO) во главе с Жозефом Касавубу, который занимал более радикальную позицию, призывая к немедленной независимости и продвижению региональной идентичности.

### Ситуация в Касаи
Среди наследия колониального правления особо выделяется произвольное разделение населения на новые этно-социальные группы. Несмотря на общий язык (чилуба) и общую культуру, колонизаторы считали, что жители района реки Лулуа этнически отличаются от балуба, и окрестили их «Бена Лулуа», то есть «племя лулуа». Бельгийцы считали балуба более умными, трудолюбивыми и открытыми прогрессу людьми, нежели лулуа, которые, по их мнению, были более реакционны, замкнуты и глупы. Из-за этого с 1930-х годов власти стали относиться к ним по разному, ставя балуба выше их сородичей и назначая местных вождей из их числа.
В 1950-х годах бельгийцы стали опасаться, что рост новой могущественной элиты среди балуба станет угрозой колониальному господству королевства и приняли решение о начале поддержки лулуа. Это ещё больше способствовало росту этнической поляризации между новыми этносами. В 1959 году враждебность отношений достигла апогея после того, как от колонизаторов поступило предложение переселить балуба, живших на территории реки Лулуа, на земли их племени, которые были менее плодородны. Из-за этого между новообразованными этническими группами вспыхнули ожесточённые столкновения. В 1959 году недовольные балуба устроили демонстрацию с целью остановить процесс переселения, однако она была жёстко подавлена колониальными вооружёнными силами и жандармерией.

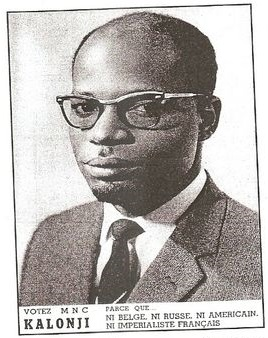
Альбер Калонджи. Официальный постер избирательной кампании 1960 года

В мае 1960 года, незадолго до провозглашения независимости бельгийцы устроили в колонии всеобщие выборы. На колониальном уровне они привели к победе ветви MNC, возглавляемой Лумумбой, с относительным большинством голосов. Лумумба был провозглашён премьер-министром страны, а его противник из АБАКО Жозеф Касавубу — президентом. В провинции Касаи выборы 1960 года выродились в «плебисцит против балуба» поскольку здесь большинство удалось взять другой ветви MNC во главе с Калонджи, которая, вместе с тем, не получила контроль над правительством провинции. Вместо этого Лумумба поставил во главе Касаи Бартелеме Мукенге из лулуа, в то время как Калонджи не получил даже важного места в министерстве, отклонив второстепенную должность министра сельского хозяйства. Его сторонники, которые чувствовали себя отвергнутыми и маргинализированными центральным правительством, начали поддерживать альтернативные политические силы. Среди прочих была партия Моиза Чомбе «Конфедерация племенных объединений Катанги» (фр. Confédération des associations tribales du Katanga, CONAKAT) из соседней провинции, которая наиболее решительно выступала против Лумумбы из-за своей позиции о необходимости установления максимально федеративного строя. Являющиеся сторонниками такой концепции калонджисты поддерживали именно CONAKAT, а не представляющую в провинции Катанга племя балуба партию «Генеральная ассоциация Балуба в Катанге» (фр. Association Générale des Baluba du Katanga, BALUBAKAT) во главе с Ясоном Сендве, которая выступала за сильную центральную власть. Таким образом, сторонники Калонджи, которые считали, что действуют от имени всех балуба провинции Касаи, стали враждовать с балуба из Катанги, одновременно не сумев заручиться полной поддержкой CONAKAT, многие из которых были настроены враждебно к другим расам и поддерживали только свою.

### Начало конголезского кризиса

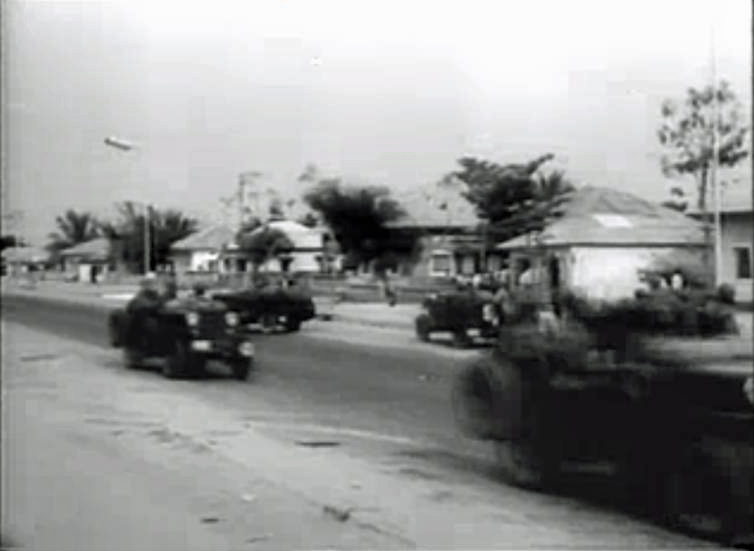
Отряды Force Publique в Леопольдвиле. 1960 год

Бельгийское Конго стало независимым 30 июня 1960 года, получив наименование Республика Конго (Леопольдвиль). В стране царил относительный мир. 5 июля гарнизон Леопольдвиля, состоявший из членов бельгийской колониальной жандармерии Force Publique, поднял мятеж в знак протеста против плохих условий труда и из-за отсутствия повышения заработной платы после обретения независимости. Он быстро перерос в полноценное восстание, которое распространилось по всему Нижнему Конго. Находящееся в поисках мира правительство 8 июля осуществило несколько реформ, а также повысило Виктора Лундулу до генерала и главнокомандующего армией, а государственного секретаря Жозефа-Дезире Мобуту до ранга полковника и начальника штаба. Двумя днями позже правительство Бельгии инициировало одностороннее военное вмешательство для защиты своих граждан, проживавших в стране. В последующие дни бельгийцы заняли многочисленные города по всей стране, особенно в Катанге. 11 июля Чомбе заявил, что Катанга, вопреки «деспотической и неокоммунистической воле центрального правительства», отделяется от Конго.
14 июля Лумумба и Касавубу отправили телеграмму в Организацию Объединённых Наций, в которой запросили ввод миротворческих сил для охраны суверенитета Конго от «бельгийской агрессии». Они предупредили, что в случае отсутствия реакции страна обратится за помощью к странам Бандунгской конференции. На следующий день президент и премьер-министр отправили письмо руководителю СССР Никите Хрущёву с просьбой «внимательно следить за ситуацией в Конго». Собравшийся в Нью-Йорке Совет безопасности ООН принял резолюцию под номером 143, в которой призвал Бельгию вывести войска из Конго и уполномочил генерального секретаря направить техническую и военную помощь Конго, взаимодействуя с законным правительством для восстановления правопорядка. Это привело к созданию достаточно многочисленной многонациональной группировки миротворческих сил, которая получила название «Организация Объединённых Наций в Конго» (фр. Organisation des Nations Unies au Congo) и стала широко известна под своей франкоязычной аббревиатурой ONUC. Вскоре данные силы под личным руководством генерального секретаря Дага Хаммаршёльда прибыли в Конго. Он заявил, что целью ООН было создать «временные силы обеспечения безопасности», которые, хотя и действовали бы с согласия центрального конголезского правительства, де-факто зависели бы лишь от Организации Объединённых Наций.
В тот же период времени представители балуба на территории бывших провинций Катанга и Касаи стали целями жестоких нападений. Калонджи и его союзники сделали официальный призыв к представителям балуба, что ещё остались в Конго, «вернуться на родину» в южной части Касаи к 14 июля. Первоначальный план предусматривал разделение Катанги на две части: квазиавтономную территорию под управлением MCN-K и территорию под управлением полноценного правительства, в которым доминировали бы балуба. Однако Калонджи достаточно быстро понял, что хаос в одной части Конго можно использовать для провозглашения полноценной независимости другой. 9 августа 1960 года он объявил регион на юго-востоке провинции Касаи новым автономным государством Южное Касаи. Данное отделение было поддержано крупными бельгийскими корпорациями, в первую очередь важной горнодобывающей компанией Forminière.

## Подготовка

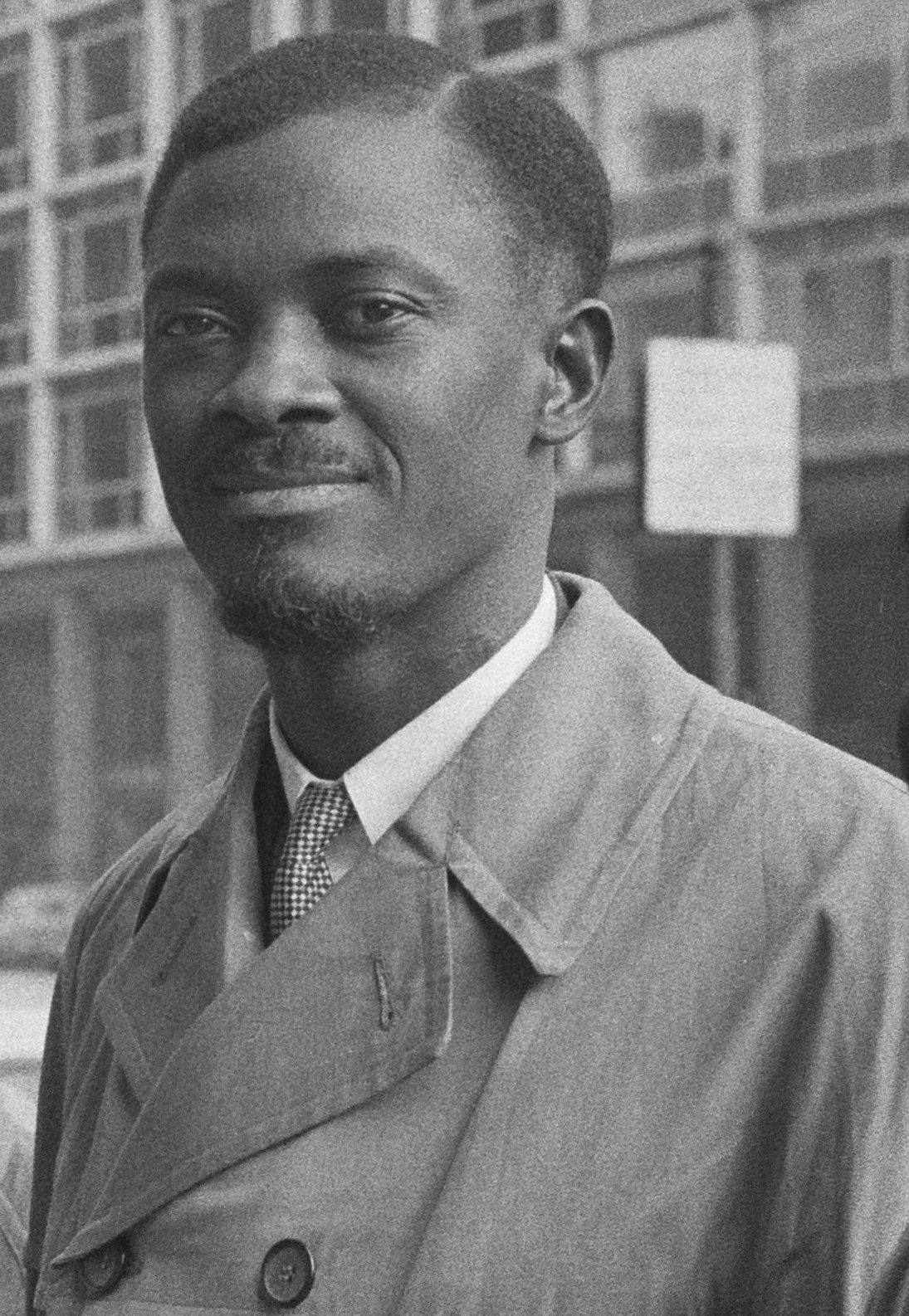
Патрис Лумумба

К началу отделения Южного Касаи конголезские войска уже вели борьбу с восставшими катангцами. Лумумба и Касавуба изначально крайне позитивно восприняли прибытие миротворческого контингента, поскольку надеялись, что с его помощью им удастся достаточно быстро подавить восстания. Однако первоначально ONUC обладали лишь мандатом на поддержание правопорядка. Даг Хаммаршёльд рассматривал вопросы отделения как внутриполитические проблемы Конго. Поэтому от отказался дать ONUC мандат на помощь центральному правительству Конго. Он утверждал, что это будет нарушением беспристрастности миссии и суверенитета Конго. Тогда Лумумба потребовал, чтобы персонал ONUC прекратил разоружать солдат Конго, поскольку ему понадобятся силы для противостояния сепаратистам. Поскольку ООН действительно прекратило разоружение, премьер-министр решил, что ему и его войскам придётся реинтегрировать Катангу и Южное Касаи самостоятельно. Южное Касаи занимало железнодорожные узлы, необходимые конголезской армии для ведения успешной кампании против Катанги, и поэтому стало важной целью. На его территории также находились минеральные богатства и природные ресурсы, которые конголезское правительство стремилось вернуть под свою юрисдикцию.
Источники дают разную информацию о том, кто планировал конголезское наступление. Согласно Томасу Рудольфу Канзе, который в то время занимал должность министра-делегата Лумумбы при ООН, план с подробным описанием вторжения конголезских войск в Южное Касаи и Катангу был составлен в кабинете премьер-министра им самим при консультативной помощи генерала армии Лундулы, а также после совещания с министром внутренних дел Кристофом Гбение, государственным секретарём Жоржем Гренфеллом и статс-секретарём президента Касавубы Марселем Ленгемой. Согласно Канзе, полковник Мобуту практически не участвовал в составлении плана и внёс лишь небольшие коррективы. По словам биографа Лумумбы Робин Маккоун, план наоборот был разработан непосредственно самим Мобуту. Согласно политологу Кейтрин Хоскинс, операцию разработали Мобуту и Лундула сообща. Журналист газеты Le Phare Пьер Давистер сообщил, что Мобуту в своё время хвастался ему, что лично разработал план без участия посторонних лиц. Позже ответственность за провал наступления взял на себя пресс-секретарь президента Жак Лумбала.
Согласно данному плану, войска должны были расположиться в Киву и северном Касаи. Подразделение под командованием Сендве и министром юстиции Реми Мвамбы планировалось отправить на юг в северную Катангу, чтобы поддержать местных балуба в партизанской операции против Чомбе. Подразделения из северного Касаи должны были усмирить повстанцев из Южного Касаи прежде чем двинуться на восток и атаковать катангские войска. Планировалось, что один из отрядов конголезской армии продвинется из Лулуабура в Баквангу и захватит город, а другой двинется по железнодорожной линии и оккупирует Каньяму.
Все самолёты бельгийской национальной авиалинии Sabena были реквизированы правительством для использования в наступлении. Советские дипломаты выразили поддержку действиям Лумумбы, поэтому он смог получить от них 16 транспортных самолётов с авиакомплекса Ильюшина и их экипажи для нужд армии и один для личных нужд самого Лумумбы. Хрущёв также направил несколько грузовиков, которые изначально предполагалось предоставить ONUC, в район Касаи. Никаких ассигнований на дополнительные поставки не предусматривалось. Около тысячи советских военных советников из СССР и трое из Чехословакии были отправлены для оказания технической помощи. Официальные лица республики Гана в Леопольдвиле, особенно посол Эндрю Джин и генерал Стивен Оту, предупредили Лумумбу и командующих конголезской армией, что вторжение в Катангу и Южное Касаи, вероятно, окончится неудачей, а принятие помощи от Советского Союза грозит серьёзными политическими последствиями. Несмотря на это, премьер-министр поддержал подготовку к наступлению и, надеясь заручиться поддержкой других африканских государств, подготовился к проведению Панафриканской конференции в Леопольдвиле.

## Вторжение

### Начальный этап

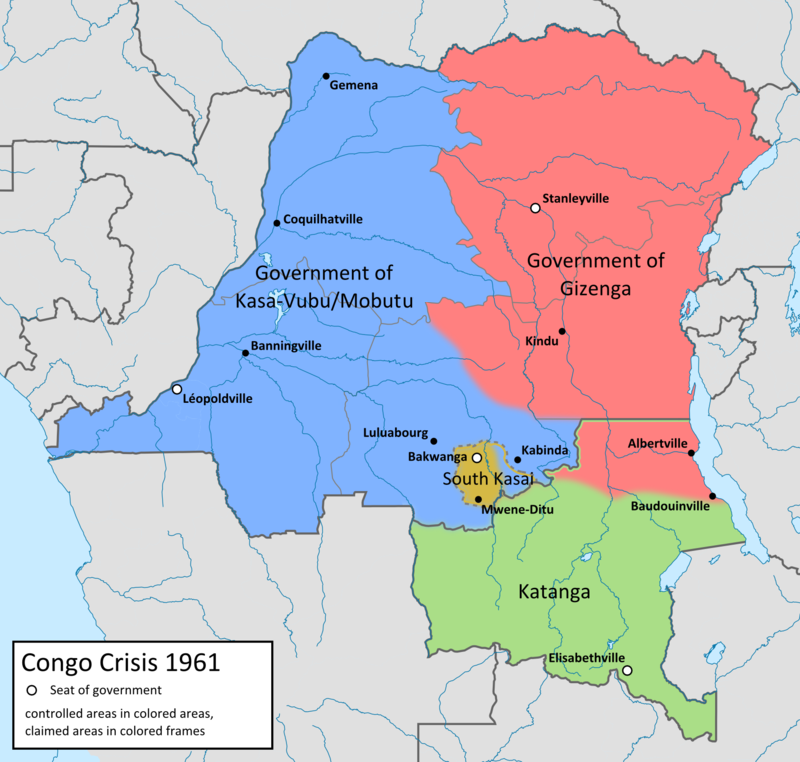
Республика Конго в 1960—1961 году:
Территория, контролируемая президентскими силами;
Территория, подконтрольная сторонникам Лумумбы;
Территория самопровозглашенного государства Касаи;
Территория самопровозглашенного государства Катанги.

Атака правительственных войск с целью вернуть себе Южное Касаи началась 23 августа 1960 года. Источники расходятся в определении того, кто командовал наступлением. По словам политолога Жан-Клода Вильяме, им руководил Леопольд Нзулу, бывший командир гарнизона конголезской армии в Тисвилле. По данным Королевского музея Центральной Африки, наступлением командовали три человека: Жозеф Тшатши, Леонар Лозо и Климент Сома. Авангард конголезской армии из Леопольдвиля был переброшен в район Касаи и, усиленный гарнизоном Лулуабура, начал наступление на Южное Касаи. В атаке участвовало около одной — двух тысяч военнослужащих. Их сопровождали Жак Лумбала и офицер военной разведки республики Конго (Леопольдвиль) Жак Омономбе. Прямое нападение на Катангу из Киву было отложено.
Вечером 24 августа Калонджи направился в Катангу, пообещав своим министрам, что обратится за помощью к Чомбе. Ночью войска центрального правительства вошли на территорию Южного Касаи. Им противостояли 200 солдат и 250 полицейских. Они не прошли профессиональной подготовки, а на вооружении имели огнестрельное оружие, которое оставили в стране бельгийцы. Они достаточно быстро отступили под напором противника, который затем столкнулся с серьёзным сопротивлением местных ополченцев балуба. Большинство нерегулярных отрядов были вооружены однозарядными охотничьими винтовками ручной работы под названием нконга. 26 августа конголезская армия оккупировала Баквангу и временно остановилась в корпоративном здании, принадлежащем Forminière. Войска Южного Касаи бежали к границе с Катангой.
Когда правительственные войска прибыли в Баквангу, они освободили заключённых в тюрьму представителей племени лулуа. В это же время Лумбала и Омономбе организовали ряд арестов политических деятелей Южного Касаи. Не имея в распоряжении припасов и подходящего автотранспорта, конголезские войска начали реквизицию гражданских автомобилей и изъятие еды у местных жителей, готовясь к наступлению на Катангу. Когда Давид Одья, министр общественных работ Южного Касаи, выступил с протестом против этих действий, солдаты избили его. Позже он скончался от побоев. Многие балуба изначально бежали из мест, где орудовали конголезцы, однако уже 29 августа вернулись с самодельными ружьями, чтобы попытаться прогнать захватчиков. В ходе последовавших сражений многие воины племени погибли. Подавив сопротивление, солдаты конголезской армии устроили серию расправ против местных жителей. Одна из таких групп мирного населения была расстреляла из пулемётов в церкви Сан-Жан-де-Баква в Ньянгуиле. Обе стороны совершали злодеяния и нарушали правила войны: истязали трупы, насиловали женщин, а также поджигали и грабили дома. Небольшой тунисский отряд ONUC в Бакванге не смог сдержать насилие и был вынужден лишь наблюдать за происходящим, заняв оборону в здании, где укрылось европейское население города. Международные наблюдатели сообщили о гибели сотен мирных жителей балуба 29 и 30 августа. 30 числа Жозеф Нконголо, католический архиепископ Луэбо, был арестован конголезцами в Бакванге на основании ордера Сэрете. Его освободили на следующий день из-за вмешательства Мукенге. Жерар Крават, генеральный директор компании Société minière du Bécéka был задержан на пять дней и освобождён лишь по запросу люксембургского консула, поскольку он был гражданином этого государства.
После смерти Одья и первых столкновений в Бакванге жители окрестных деревень искали убежище в окрестностях больницы Бакванги и собора Сан-Жан-Батист де Бонзола. 31 августа несколько ополченцев-калонджистов, которые прятались в соседним с ними здании Société minière du Bécéka открыли огонь по конголезской колонне. Было убито три солдата. Когда конголезцы принялись разыскивать точку стрельбы, они обнаружили спрятавшихся мирных жителей и многих из них расстреляли. Раненых в прошлых боях солдат, свезённых в больницу, они вытащили на улицу и убили. Выжившие бежали в деревню Касингула в 15 километров от Бакванги. Конголезцы преследовали их и многих убили. В конечном счёте из-за зверств конголезцев погибло около 3000 мирных жителей. Неистовое наступление привело к исходу и внутреннему перемещению нескольких тысяч балуба. Многие из них покинули свои дома, спасаясь бегством от насилия: один только Элизабетвиль, столица самопровозглашённого государства Катанга, принял более 35 тысяч человек. Правительство Южного Касаи рухнуло, поскольку многие его члены также отправились в изгнание. Чтобы предотвратить дальнейшее продвижение катангцы разрушили железнодорожные пути, которые связывали их с Южным Касаи.
Пока шла операция, Лумумба искал поддержки в анти-сецессионистской кампании у других правителей Африки. Он организовал Панафриканскую конференцию в Леопольдвиле. На ней присутствовали представители 13 независимых государств и четырёх националистических движений. Открытие конференции утром 25 августа было омрачено массовыми демонстрациями сторонников оппозиции у зала заседаний. Чтобы разогнать толпу конголезские полицейские начали стрелять в воздух. Однако это вызвало лишнюю панику и сильно обеспокоило членов иностранных делегаций. В своей вступительной речи Лумумба выступил с ярым призывом к африканскому единству. Однако практически все гости конференции рекомендовали остановить наступление и наладить отношения с ООН. Лумумба был крайне разочарован реакцией и осознал, что не сможет заручиться военной поддержкой. В таких условиях сближение с ООН стало необходимым, но дипломатам всё же не удалось отговорить его от продолжения наступления против сепаратистов.

### Продолжение боёв и контратака войск Южного Касаи
В Элизабетвиле Калонджи поселился в коттедже недалеко от президентского дворца Чомбе и занялся разработкой плана выхода из кризиса. Он обратился к катангцам за помощью в противостоянии федеральным войскам. Некоторые политические фигуры Катанги, например министр внутренних дел Годфруа Мунонго, считали балуба из Касаи своими врагами. Чомбе же раскритиковал Калонджи за то, что он не остался в Бакванге и не попытался оттуда заручиться поддержкой. Тогда Калонджи обратился к бельгийской корпорации Горнодобовающий союз верхней Катанги утверждая, что Южное Касаи является полезным буфером между ними и правительством Конго. Ему удалось заручиться достаточной поддержкой для сбора армии из 240 человек. Большая часть новобранцев была рабочими-мигрантами из Касаи, а возглавляли их профессиональные иностранные наёмники. Он также использовал катангские радиостанции, способные вещать на Южное Касаи, призывая население самопровозглашённого государства бороться против захватчиков. Позже, из-за успехов конголезких войск, Чомбе стал опасаться возможности быстрого наступления на Катангу. Всё же объединившись с Калонджи, он обратился к Касавубу с предложением перемирия. Президент направил к ним рабочую группу из членов своей партии АБАКО.
1 сентября Лумбала вернулся в Леопольдвиль и представил Лумумбе отчёт о разгроме сепаратистов из Южного Касаи, сильно преувеличив свою роль в нём, а также масштабы встреченного сопротивления. В тот же день полковник Мобуту в одностороннем порядке приказал прекратить кампанию. Тем не менее бои продолжались. Тунисские миротворцы активизировали свои усилия по поддержанию правопорядка. Они убедили подразделения конголезской армии прекратить зверства, а также разоружили ряд отрядов обеих воюющих сторон. Миротворцы продолжали защищать европейцев и начали закапывать трупы и ухаживать за ранеными, а также сопровождать по окрестностям Бакванги врачей из Всемирной организации здравоохранения. Они сообщили, что в начале сентября гуманитарная ситуация «несколько улучшилась» и должна продолжать «идти на поправку». Однако 4 сентября в ходе перестрелки между ополченцами балуба и конголезцами был застрелен американский журналист и сын дипломата Генри Тейлора. Примерно в то же время на территорию Южного Касаи прибыло подкрепление, ранее направленное из Киву, и войска Конго начали зондирование границы с Катангой. Калонджи приказал начать наступление и вернуть город Лапута. При повторном входе в Южное Касаи силы сепаратистов грабили деревни и убивали мирных жителей. Конголезские войска устроили засаду и уничтожили колонну после её прибытия в Лапуту. Однако их вторжение в Катангу было отбито.

### Роспуск и сбор обратно правительства Лумумбы и отход конголезцев
Вечером 5 сентября 1960 года Касавубу выступил по национальному радио и заявил, что Лумумба «вверг нацию в братоубийственную войну» и что он увольняет его с порта премьер-министра. Ряд других политиков уже были уволены, а новым главой правительства был назначен Жозеф Илео. Следом своё сообщение записал Лумумба. Он обвинил Касавубу в предательстве, осудил его действия и назвал происходящее государственным переворотом. На следующий день ONUC закрыла все аэропорты для гражданских самолётов, то есть де-факто — для самолётов не принадлежащих ей самой, чтобы помешать Лумумбе перебросить войска в столицу или наоборот в Южное Касаи.
7 сентября конголезская Палата депутатов собралась для обсуждения постановления об увольнении. Отвечая на вопрос относительно кампании в Южном Касаи, Лумумба отрицал, что заказывал там какие-либо массовые убийства. Он обвинил бельгийскую администрацию в разжигании межэтнического конфликта в регионе. Он также заявил, что правительство захватило несколько самолётов, которые Бельгия отправила в поддержку и для снабжения Катанги. Палата проголосовала за аннулирование заявлений Касавубу и Лумумбы об увольнении и предательстве соответственно, а на следующий день Сенат выразил правительству вотум доверия. Следующие несколько дней обе палаты не принимали никаких действий. Лумумба объявил, что он всё ещё на законных основаниях исполняет обязанности премьер-министра республики, и продолжил боевые действия в Южном Касаи. 10 сентября Илео заявил о том, что его правительство прекращает работу. 13 сентября парламент собрался на экстренное заседание, чтобы обсудить ту тупиковую ситуацию, к которой они пришли. Лумумба обратился к нему с просьбой о предоставлении ему всей полноты полномочий для разрешения кризиса в стране и заверил, что готов добиваться взаимопонимания со всеми политическими группировками независимо от ориентации. Парламент одобрил предложение премьер-министра и принял соответствующую резолюцию. Однако он также созвал комиссию для наблюдения за тем, как Лумумба и его правительство будут исполнять обещания, данные им. При этом законность голосования подвергается сомнению.
14 сентября Мобуту заявил по радио, что он начинает «мирную революцию», чтобы помочь стране выйти из политического тупика. Согласно его плану, правительство Конго должно было приостановить свою работу до 31 декабря 1960 года. Мобуту заявил, что парламентом будут руководить «техники», пока политики будут улаживать свои разногласия. Одновременно с этим он приказал советским военным советникам покинуть страну. На последующей пресс-конференции полковник уточнил свою позицию, заявив, что ведущим выпускникам университетов будет предложено занять позицию в правительстве. И Лумумба, и Касавубу были крайне удивлены из-за происходящего. 17 сентября конголезские солдаты вторглись из провинции Киву в северную Катангу и заняли значительную её часть после минимальных боевых действий. На следующий день Мобуту, проведя переговоры с официальными лицами ООН, согласился полностью свернуть боевые действия против сепаратистов. 23 сентября на самолётах ONUC войска были выведены из Катанги и Южного Касаи. ООН организовала буферную зону между сторонами. Потери конголезской армии были незначительными. Потери Катанги/Южного Касаи остаются неизвестными.

## Последствия

### Политические последствия
[Действия конголезской армии в Южном Касаи] — грубейшее нарушение элементарных прав человека и сравнимы с геноцидом, поскольку они, видимо, были направлены на истребление определённой этнической группы, балуба
Генеральный секретарь Организации Объединённых Наций Даг Хаммаршёльд счёл зверства в Южном Касаи «случаем зарождающегося геноцида» и посчитал, что Лумумба, отдав приказ начать наступления «почти случайным образом», потерял всякое чувство ответственности. Генсек приказал контингентам ONUC вмешаться и предотвратить будущие массовые убийства, однако это оказалось бесполезным поскольку в сентябре ситуация уже стабилизировалась. Американская пресса изображала конголезский режим как коммунистическую марионетку, зависящую от помощи Советского Союза. Британская пресса же широко освещала зверства в Бакванге, которые шокировали общественность. На Западе общественность считала Лумумбу ответственным за произошедшее и виновным в организации убийств. Насилие и неспособность самостоятельно подавить сепаратистские волнения сильно подорвали репутацию правительства.
После вывода конголезских войск Калонджи вернулся в Баквангу и приступил к восстановлению работоспособности своего правительства. Его успеху способствовала в частности неспособность ONUC достаточно быстро отреагировать на запрос центрального правительства о создании демилитаризованной зоны в Южном Касаи. Калонджи оказывал покровительство вождям местных племён, которые поддерживали его дело пока он отсутствовал. Прибыв домой, он назвал Лумумбу «убийцей которого должны судить и казнить». Силы Калонджи повторно оккупировали провинцию и предприняли кампанию репрессий и этнических чисток, направленных против этнических меньшинств басонга и каньок. После вторжения конголезской армии вожди племён Южного Касаи смогли оказать значительную помощь беженцам. Многие из них получили кров и работу. Тем не менее наступление нанесло серьёзный ущерб правопорядку и местной экономике. Количество огранённых на станках корпорации Forminière бриллиантов, ровно как и количество сотрудников, упали на тысячи. Нехватка продовольствия привела к сотням смертей от голода среди беженцев.
Государство Южное Касаи какое-то время сосуществовало с остальной частью Конго. Конголезские делегаты, а также их войска и подразделения ONUC в целом могли свободно перемещаться по территории без конфликта с властями Южного Касаи, в то время как их спорадическая кампания против катангских сил продолжалась. Южное Касаи оставалось отдельным государством до конца 1962 года, когда в стране произошёл военный переворот, спонсированный центральным правительством. Калонджи был свергнут, а конголезская армия оккупировала территорию, реинтегрировав её в Конго.

### Память
Хотя зверства конголезской армии в Южном Касаи почти не изучались, в стране существовала идея о том, что она или лично Лумумба хотели истребить определённую группу населения, то есть устроить геноцид с юридической точки зрения термина. Его использование было в первую очередь риторическим приёмом, направленным на нанесение ущерба репутации премьер-министра. В течение многих лет после убийства Лумумбы его образ не пользовался популярностью на юге провинции Касаи поскольку многие балуба знали, что это именно он приказал начать ту самую военную кампанию, которая привела к жестокой смерти тысяч из них.

### Книги
- Artigue Pierre. Qui sont les leaders Congolais? (фр.). — Bruxelles: Editions Europe — Afrique, 1961. — P. 265. — 375 p. — (Collections «Carefours africains»).
- Bring Ove. Dag Hammarskjöld and the Issue of Humanitarian Intervention // Nordic Cosmopolitanism Essays in International Law for Martti Koskenniemi (англ.). — Leiden: Martinus Nijhoff Publishers, 2003. — 531 p. — ISBN 978-90-04-48204-3. — ISBN 978-90-04-13616-8.
- Cornet Anne; Gillet Florence. Congo Belgique: entre propagande et réalité. 1955—1965 (фр.). — Brussels: La Renaissance du livre[фр.], 2010. — P. 19—21. — 159 p. — ISBN 2-507-00330-8. — ISBN 978-2-507-00330-2.
- Freund Bill[англ.]. The Making of Contemporary Africa: The Development of African Society since 1800 (англ.). — 2nd ed. — Basingstoke: Macmillan Press. A scientific division of Macmillan Publishers, 1998. — Vol. II. — P. 199. — 334 p. — ISBN 978-0-333-69872-3.
- Haskin Jeanne M. The Tragic State of the Congo: From Decolonization to Dictatorship (англ.). — New York: Algora Publishing, 2005. — 228 p. — ISBN 0-875-86416-3. — ISBN 978-0-875-86417-4.
- Hoskyns Catherine. The Congo Since Independence, January 1960 — December, 1961 (англ.) / ed. by James Kendall Hosmer. — London: Oxford University Press, 1965. — 518 p. — (Royal Institute of International Affairs Publications).
- Gibbs David N. The Political Economy of Third World Intervention (англ.). — Chicago: University of Chicago Press, 1991. — 322 p. — (American Politics and Political Economy Series). — ISBN 0-226-29071-9. — ISBN 978-0-226-29071-3.
- Kanza Thomas R. The Rise and Fall of Patrice Lumumba: Conflict in the Congo (англ.). — Rochester, Vermont: Schenkman Books, Inc., 1994. — 386 p. — ISBN 0-87073-901-8. — ISBN 978-0-816-19015-7.
- Kasaï-Oriental: un noeud gordien dans l’espace congolais :  [фр.] : [арх. 15 июля 2021] / Jean Omasombo Tshonda (ed.). — Tervuren : Musée royal de l’Afrique centrale = Koninklijk museum voor Midden-Afrika, 2014. — 456 p. — ISBN 978-9-491-61524-5. — ISBN 94-916-1524-6. — OCLC 879666640.
- Lefever Ernest W.; Joshua Wynfred. United Nations Peacekeeping in the Congo : 1960–1964 :  [англ.] : [арх. 23 апреля 2017]. — Washington : Brookings Institution, 1966. — 30 June. — 454 p. — OCLC 631685344.
- McKown Robin[англ.]. Lumumba: a biography (англ.). — Garden City, New York: Doubleday, 1969. — P. 145. — 202 p.
- Merriam Alan P[англ.]. Congo: Background of Conflict (англ.). — Evanston, IL: Northwestern University Press[англ.], 1961. — 368 p. — (African Studies; Northwestern University (Evanston, IL), vol. 6).
- Mockaitis Thomas R. Peace Operations and Intrastate Conflict: The Sword Or the Olive Branch? (англ.). — Illustrated ed. — Westport, Ct.: Praeger Publishers, 1999. — 166 p. — (Praeger Security International). — ISBN 0-275-96173-7. — ISBN 978-0-275-96173-2.
- Namikas Lise A. Battleground Africa: Cold War in the Congo, 1960–1965 (англ.). — Illustrated ed. — Washington: Woodrow Wilson Center Press, 2013. — P. 98. — 352 p. — (Cold War International History Project Series, vol. 31). — ISBN 0-804-78486-8. — ISBN 978-0-804-78486-3.
- Nzongola-Ntalaja Georges[англ.]. The Congo, From Leopold to Kabila: A People’s History (англ.). — 3rd ed. — London: Zed Books ; New York: Palgrave Macmillan, 2007. — P. 103—106. — 304 p. — ISBN 978-1-84277-053-5.
- Olorunsola Victor A. The Politics of Cultural Sub-nationalism in Africa (англ.). — Garden City, New York: Anchor Books, an imprint of Doubleday, 1972. — P. 260. — 340 p. — (A Doubleday Anchor Original).
- Othen Christopher. Katanga 1960—63: Mercenaries, Spies and the African Nation that Waged War on the World (англ.). — 2nd illustrated ed. — London: The History Press, 2015. — 256 p. — ISBN 0-750-96580-0. — ISBN 978-0-750-96580-4.
- Packham Eric S. Freedom and Anarchy (англ.). — 2nd illustrated ed. — Hauppauge, New York: Nova Science[англ.], 1996. — P. 54. — 322 p. — ISBN 1-560-72232-0. — ISBN 978-1-560-72232-8.
- Pakenham Thomas. The Scramble for Africa: the White Man’s Conquest of the Dark Continent from 1876 to 1912[англ.] (англ.). — 13th ed. — London: Abacus, 1992. — 712 p. — ISBN 0-380-71999-1. — ISBN 978-0-349-10449-2.
- Stapleton Timothy J. A History of Genocide in Africa (англ.). — Santa Barbara, CA: Praeger Publishers, an imprint of ABC-CLIO, 2017. — P. 92. — 268 p. — (Praeger Security International). — ISBN 1-440-83052-5. — ISBN 978-1-440-83052-5.
- Traugott Mark. Rebellion in the Kwilu: Case Study in the Analysis of Agrarian Social Movements (англ.). — Thesis (PhD). — Berkley: University of California, 1976. — P. 89. — 265 p.
- Willame Jean-Claude. Patrice Lumumba: la crise congolaise revisitée (фр.). — Paris: Éditions Karthala, 1990. — 496 p. — (Collection les Afriques). — ISBN 2-865-37270-7. — ISBN 978-2-865-37270-6.
- De Witte Ludo[нидерл.]. The Assassination of Lumumba (англ.) = De moord op Lumumba (нид.) / tr. by Ann Wright and Renée Fenby. — London & New York: Verso Books[англ.], 2002. — 224 p. — ISBN 1-859-84410-3.
- Zeilig Leo. Lumumba: Africa’s Lost Leader (англ.). — London: Haus Publishing[англ.], 2008. — 198 p. — (Life&Times). — ISBN 1-905-79102-X. — ISBN 978-1-905791-02-6.

### Статьи
- Bakwanga Occupied (англ.) // East Africa and Rhodesia. — London: Africana Publishers, PLC, 1960. — No. 37. — P. 18.
- Bring Ove. Hammarskjöld’s approach to the United Nations and international law (англ.) // Estudios Internacionales. Documentos. — 2011. — Vol. 170, no. 44. — P. 159—172. — ISSN 0716-0240. — JSTOR 41969371.
- Battle of Natives Raging in Congo (англ.) // The New York Times : broadsheet daily newspaper. — New York: The New York Times Company[англ.], 1960. — 31 August. — P. 1, 10. — ISSN 1553-8095, 1542-667X 0362-4331, 1553-8095, 1542-667X.
- Hofmann Paul[англ.]. Big Famine Toll Feared In Congo: U.N, Aide Says Thousands in South Kasai Will Die if Help Is Not Speeded (англ.) // The New York Times : broadsheet daily newspaper. — New York: The New York Times Company, 1960. — 23 December. — P. 3. — ISSN 1553-8095, 1542-667X 0362-4331, 1553-8095, 1542-667X.
- Gilroy Harry. Belgians Explain Kasai Operations: Diamond Miners Held Ready to Account to Congolese (англ.) // The New York Times : broadsheet daily newspaper. — New York: The New York Times Company, 1963. — 2 March. — P. 3. — ISSN 1553-8095, 1542-667X 0362-4331, 1553-8095, 1542-667X.
- Press Writer Harry Taylor Killed During Congo Battle (англ.) // Cleveland Press[англ.] : newspaper. — Cleveland: United Press International, 1960. — 5 November (no. 26008). — P. 1. — ISSN 0279-3644.